# Fort Mill
Fort Mill is een plaats (town) in de Amerikaanse staat South Carolina, en valt bestuurlijk gezien onder York County.

## Demografie
Bij de volkstelling in 2000 werd het aantal inwoners vastgesteld op 7587.
In 2006 is het aantal inwoners door het United States Census Bureau geschat op 8560, een stijging van 973 (12.8%).

## Geografie
Volgens het United States Census Bureau beslaat de plaats een oppervlakte van
12,0 km², waarvan 11,8 km² land en 0,2 km² water. Fort Mill ligt op ongeveer 196 m boven zeeniveau.

## Plaatsen in de nabije omgeving
De onderstaande figuur toont nabijgelegen plaatsen in een straal van 12 km rond Fort Mill.